# Irbit
Irbit (ruski: Ирби́т) je grad u Sverdlovskoj oblasti u Rusiji. Nalazi se na 57°40′N 63°4′E / 57.667°N 63.067°E, nekih 203 km od Ekaterinburga željeznicom ili 250 km automobilom.
Broj stanovnika: 46.000 (2004.)

## Povijest
Osnovan je 1631. godine kao Irbejevsk (ruski: Ирбеевск?). Ime mu je promijenjeno 1662. u Irbit (ruski: Ирбит). Službeno stječe gradski status 1775. godine. 
U 18. i 19. stoljeću, Irbitski sajam je bio važan događaj za trgovinu sibirskim krznima i kineskim čajem.

## Kultura
Irbitski državni muzej finih umjetnosti ima brojna važna djela, uključujući i djela slavnih europskih umjetnika. Trenutno je muzej jedini u Rusiji specijaliziran za gravure. U svojim zbirkama ima djela talijanskih, nizozemskih, flamanskih, njemačkih, francuskih, engleskih, španjolskih, švicarskih, austrijskih, poljskih, bugarskih, belgijskih i američkih umjetnika. Rusku umjetnost predstavljaju radovi A.F. Zubova, I.A. Sokolova, E.P. Čemesova, M.V. Dobužinskog, A.A. Dejneka i brojnih drugih umjetnika 20. stoljeća. Domaću zbirku predstavljaju umjetnici iz Ekaterinburga i Nižnjeg Tagila.
U gradu je 200 godina staro kazalište.

## Motorkotači
Irbit ne privlači posjetitelje kao nekad. Muzej motorkotača je izgrađen s ciljem privlačenja inozemnih ljubitelja motorkotača u tvornicu motorkotača IMZ-Ural, po kojima je zapadnjacima grad i bio poznat; na Zapadu su se prodavali pod imenom "Ural". Tvornica danas proizvodi samo 2000 motorkotača godišnje, a većinu ih izvozi. Ali, u Sovjetsko doba, stotine tisuća ih se proizvodilo. Svakog ljeta, ljubitelji motorkotača iz cijelog svijeta su dolazili u Irbit sudjelovati u Irbitskoj izložbi motorkotača.

## Gospodarstvo
U sovjetsko doba, grad je imao prekoa 50.000 stanovnika, od kojih je većina ovisila o tvornici motorkotača, kako bi mogli živjeti. Ima i drugih tvornica, koje proizvode posebna zrcala, staklo i lijekove.

## Vanjske poveznice
- www.irbit.ru (na ruskom)
- Irbit — grad i ljudi (slike)
- Zbirka razglednica s pogledom na grad Irbit (sa ruskim tekstom)
- Stranica proizvođača motorkotača IMZ-Ural